# Min izāmō
Min izāmō (dal livone "La mia patria") è l'inno etnico utilizzato dai livi. La canzone è stata scritta da Kōrli Stalte (1870-1947), un poeta e figura di spicco della Livonia, sulla base di una melodia composta da Fredrik Pacius (la medesima versione strumentale è usata per gli inni nazionali della Finlandia e dell'Estonia.

## Descrizione
L'inno è scritto in lingua livone ed è stato cantato per la prima volta dal coro in quattro parti dalla Società Livone durante le storiche celebrazioni tenutesi per la rivelazione e poi l'alzata della bandiera della Livonia il 18 novembre 1923.
Talvolta il titolo viene riportato nella versione estesa 
Min izāmō, min sindimō, ossia "La mia patria, la mia terra natia".

### Similitudini con gli inni finlandese ed estone
Fu nel 1848 che Fredrik Pacius compose la musica. Questa fu adattato al poema di Johan Ludvig Runeberg, "Vårt land"  ("Il nostro paese" in svedese, il primo poema, pubblicato nel 1848, "Le storie dell'alfiere Stål", poema epico sulla perdita della Finlandia da parte della Svezia in favore della Russia nel 1809) e fu il primo adattamento ad avere successo: fu cantato per la prima volta in pubblico il 13 maggio 1848 a Helsinki, dal Coro dell'Università cittadina.
Scelta all'inizio del XX secolo come inno nazionale finlandese, questa melodia fu adattata anche a una poesia del 1869 scritta da Johann Voldemar Jannsen, venendo poi ulteriormente selezionata nel 1920 (e di nuovo nel 1990) come inno nazionale dell'Estonia.

### Reminiscenze musicali
Pacius era di origine tedesca: i musicologi notano in questa melodia, si dice composta in un quarto d'ora, reminiscenze della canzonetta "Papst und Sultan" (in tedesco "Papa e Sultano").
Pacius compose anche un'altra aria nel 1858 che ricorda "Papst und Sultan", chiamata "Sotilaspoika", "Il bambino soldato" (adattamento finlandese di "Soldatgossen", un'altra poesia tratta da "Le storie dell'alfiere Stål").

## Testo dell'inno
|    | Testo di Kōrli Stalte in livone | Traduzione in lettone del testo livone | Traduzione in italiano del testo livone |
| 1. | Min izāmō, min sindimō, ūod ārmaz rānda sa, kus rāndanaigās kazābõd vel vanād, vizād piedāgõd. Min ārmaz īlmas ūod set sa, min tõurõz izāmō!   | Ai tēvzeme, ai dzimtene un mīļā jūra te, kur krastā sīkstas, šalcošas vēl vecās priedes līgojas. Vismīļākā man pasaulē tu, dārgā tēvzeme!    | Mia patria, mia terra natia, Tu sei la cara spiaggia, Dove crescono vicino alla riva Pini sempre più vecchi e possenti. Tu sei il mio unico amore al mondo, Mia amatissima patria!   |
| 2. | Min izāmō, min sindimō, ūod ārmaz rānda sa, kus lāinõd mierstõ vīerõbõd un rāndan sūdõ āndabõd. Min ārmaz īlmas ūod set sa, min tõurõz izāmō!  | Ai tēvzeme, ai dzimtene un mīļā jūra te, no kuras viļņi ceļu rod šurp smilšu krastam muti dot. Vismīļākā man pasaulē tu, dārgā tēvzeme!      | Mia patria, mia terra natia, Tu sei la cara spiaggia Dove le onde del mare si infrangono Per dare un bacio alla spiaggia. Tu sei il mio unico amore al mondo, Mia amatissima patria! |
| 3. | Min izāmō, min sindimō, ūod ārmaz rānda sa, kus jelābõd īd kalāmīed, kis mīer pǟl ātõ pǟvad īed. Min ārmaz īlmas ūod set sa, min tõurõz izāmō! | Ai tēvzeme, ai dzimtene un mīļā jūra te, kur zvejnieki vien dzīvot var, kas dienā, naktī viļņus ar. Vismīļākā man pasaulē tu, dārgā tēvzeme! | Mia patria, mia terra natia, Tu sei la cara spiaggia Dove vivono i pescatori, Che giorno e notte sono al mare. Tu sei il mio unico amore al mondo, Mia amatissima patria!            |
| 4. | Min izāmō, min sindimō, ūod ārmaz rānda sa, kus kūltõb um vel pivā ēļ - min amā ārmaz rāndakēļ. Min ārmaz īlmas ūod set sa, min tõurõz izāmō!  | Ai tēvzeme, ai dzimtene un mīļā jūra te, kur jūrmalnieku valoda vissvētākā vēl dzirdama. Vismīļākā man pasaulē tu, dārgā tēvzeme!            | Mia patria, mia terra natia, Tu sei la cara spiaggia Dove si parla ancora la lingua sacra - il mio tanto amato livone. Tu sei il mio unico amore al mondo, Mia amatissima patria!    |